# Youssef Badawy
Youssef Badawy (en arabe : يوسف بدوي), né le 6 août 2001, est un karatéka égyptien. Il évolue dans la catégorie masculine des moins de 84 kg. 

## Carrière
Il a remporté la médaille d'or aux Championnats du monde de karaté 2021 qui se sont tenus à Dubaï, aux Émirats arabes unis,. Il a gagné la médaille de bronze dans l'épreuve masculine de kumité 84kg aux Championnats du monde cadets, juniors et moins de 21 ans au Chili. Malgré son jeune âge remarqué, Badawy s'est imposé au sommet de sa catégorie avec une performance stupéfiante aux deux Mondiaux.
Il est médaillé d'or en kumite individuel des moins de 84 kg lors des Jeux méditerranéens de 2022 à Oran ainsi qu'aux Jeux mondiaux de 2022 à Birmingham et aux championnats d'Afrique 2022 à Durban.
Aux championnats d'Afrique 2023 à Casablanca, il est médaillé d'or en kumite individuel des moins de 84 kg ainsi qu'en kumite par équipes.
Aux Championnats du monde de karaté 2023 à Budapest, il est médaillé d'or en kumite individuel des moins de 84 kg et médaillé d'argent en kumite par équipes.
En mars 2024, il est médaillé d'or en kumite individuel des moins de 84 kg ainsi qu'en kumite par équipes aux Jeux africains à Accra.